# Фруллато
Фруллато (итал. frullato; англ. flutter-tonguing) — жужжащий эффект тремоло, который на духовых инструментах достигается при помощи вибрации кончика языка, как при раскатистом «р», или приёмом как бы «полоскания горла» (горловое фруллато). Фруллато легче извлекать на флейте, валторне и трубе, труднее — на других духовых инструментах. В нотах обозначается так же, как смычковое тремоло у струнных.